# Kim Aabech
Kim Aabech, född 31 maj 1983, är en dansk fotbollsspelare som spelar för Hvidovre IF. Han är son till Hans Aabech.
Första gången han gjorde mål i den danska Superligaen var den 29 juli 2007, när han spelade för Lyngby BK, då spelandes mot Nordsjælland.